# Сайто, Тосихидэ
Тосихидэ Сайто (яп. 斉藤 俊秀 Сайто: Тосихидэ, 20 апреля 1973 года, Сидзуока) — японский футбольный защитник.

## Карьера
Выступал за клубы «Симидзу С-Палс», «Сёнан Бельмаре», «Фудзиэда МИФК».
С 1996 по 1999 год сыграл за национальную сборную Японии 17 матчей.

## Статистика за сборную
| Сборная Японии | Сборная Японии | Сборная Японии |
| Год            | Матчи          | Голы           |
| -------------- | -------------- | -------------- |
| 1996           | 2              | 0              |
| 1997           | 7              | 0              |
| 1998           | 4              | 0              |
| 1999           | 4              | 0              |
| Итого          | 17             | 0              |

## Достижения

### Командные
- Кубок Императора; 2001
- Кубок Джей-лиги; 1996

### Индивидуальные
- Включён в сборную Джей-лиги; 1999